# Hanns-Martin-Schleyer-Halle
Le Hanns-Martin-Schleyer-Halle est une salle omnisports située à Stuttgart en Allemagne.

## Évènements
- Championnat d'Europe de basket-ball 1985
- Finale de la Coupe Davis 1989, 15-17 décembre 1989
- Masters de Stuttgart, 1996 à 2001
- Championnats du monde de gymnastique artistique 2007, 1er au 9 septembre 2007
- Six jours de Stuttgart
- Concert Got Me Started Tour de Martina Stoessel (25 et 26 mars 2017)
- Concert Live in Europe 1993 de Deep Purple (16 octobre 1993).

## Galerie

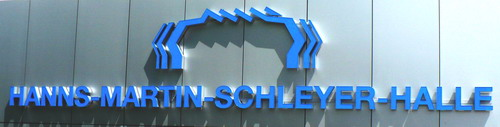
Logo du Hanns-Martin-Schleyer-Halle.